# Спираловиден жабуняк
Спираловидният жабуняк (Spirogyra) е род харови водорасли от семейство Zygnemataceae. Той е широко разпространен сладководен обитател, но се среща и в солени водоеми. Талусът му е дълга, неразклонена нишка, като всяка клетка от него има по един летновиден, спираловиден хлоропласт.